# 송 양공

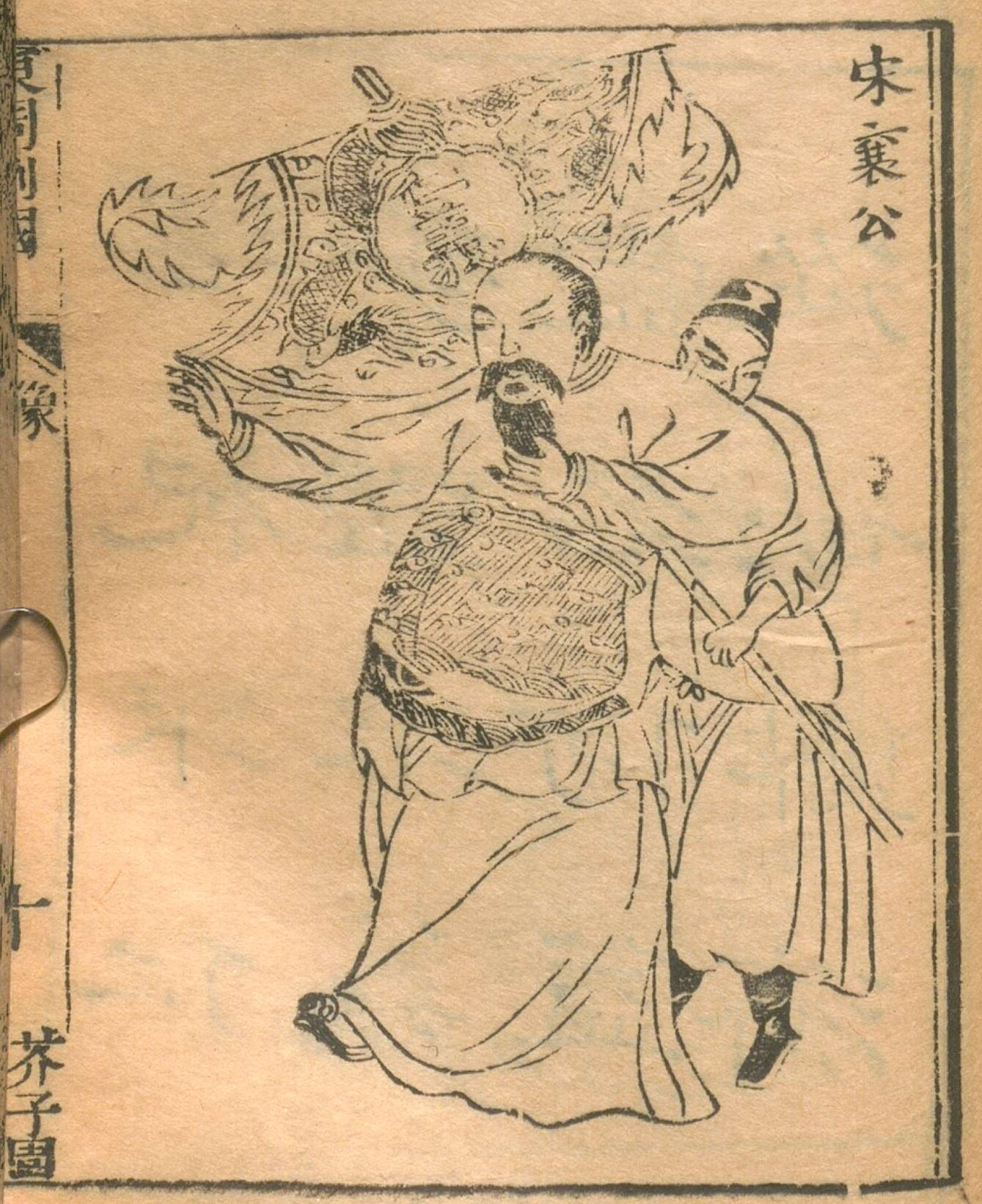
송 양공

송 양공(宋襄公, ? ~ 기원전 637년, 재위: 기원전 651년 ~ 기원전 637년)은 중국 춘추시대 송나라의 군주다. 성은 자(子), 휘는 자보(茲父), 시호는 양공, 작위는 공작이다. 환공의 아들. 춘추 오패로 여기기도 한다.

## 즉위
기원전 651년에 송나라 공의 자리에 오른다. 양공은 목이(目夷)라고 하는 이복형이 있었고 왕위를 목이에게 양보하려고 했지만, 목이가 거절해 송나라 공이 된 뒤에 목이를 재상에 임명하였다.
즉위 직 후, 제나라의 환공이 주최하는 회맹(會盟)에 참가하고, 그 후도 종종 회맹에 참가했다. 양공은 사사로운 일보다 예를 중시하는 이상주의자였다.
기원전 643년에 환공이 사망하였다. 제나라 국내에서는 후계를 둘러싸 내란 상태가 되었다. 이것에 대해서 양공은 회맹을 열어 조나라(曹), 위나라(衛), 주나라(邾) 등 소국들을 거느려 일찍이 송에 망명해 왔던 태자 소(昭)를 제나라로 보내고, 제나라의 내란을 진압하여 소를 제나라 임금이 되게 하였다. 이 사람이 효공이다. 또 회맹에 오지 않았던 등나라의 선공을 잡고 뒤이어 늦게 온 증나라 임금을 삶아 죽여 제물로 바쳤다.
기원전 639년, 제나라·초나라와 회맹하고 송나라가 맹주가 되었다. 예전에 목이는 송나라가 맹주가 되는 것은 분수에 맞지 않다고 간하였으나 양공은 듣지 않았다. 곧 양공은 초나라·진나라(陳)·채나라·허나라·조나라를 불러들여 회맹하였으나, 이때 초나라에게 감금되어 맹주로서의 체면이 깎였다
이듬해, 양공은 설욕을 위하여 위나라·허나라·등나라 등을 거느리고 초나라의 줄을 대고 있었던 정나라를 쳤다. 이때에도 목이가 간하였지만 양공은 듣지 않았다. 초 성왕은 군을 일으켜 정나라를 구원하러 향했고, 양 군은 송나라 홍수(泓水)의 논두렁에서 전투를 벌였다.

## 홍수 전투
초나라군은 송나라군에 비해 압도적 대군이었다. 거기서 적이 도하하고 있는 동안에 공격해야 한다고 재상인 목이가 말했지만, 양공은 조언을 무시했다. 초나라군은 도하를 다 했지만, 아직도 전투 대형이 갖추어지지 않았다. 목이는 다시 여기서 공격해야 한다고 말했지만, 양공은 이것도 허락하지 않았다. 마침내 초군은 전투 대형을 정돈해 양군은 격돌했지만, 당연히 초나라의 압승으로 끝났고, 양공은 넓적다리에 화살이 꽂혀 상처를 입었다.
돌아온 다음에 왜 그 때에 공격하지 않았던 것이냐고 추궁받고 양공은 "적의 진형이 정비되지 않았고 전투태세도 갖추지 않았는데 공격하는 것은 군자가 취할 도리가 아니다" 라고 대답하였고 목이는 이것을 듣고 기가 막혀서 "싸움이란 이기는 것이 목적인데 어찌 평시의 예의가 적용되겠습니까."라고 했다.
이후, 진나라의 공자인 중이(重耳, 후의 문공)가 망명 중에 송나라를 방문했다. 양공은 후하게 환대하였고, 마차 20승을 보냈다.
기원전 637년, 홍수 전투에서 받은 넓적다리의 상처가 원인이 되어 사망하였다.
| 선대 아버지 송 환공 어열 | 제20대 송나라 군주(송공) 기원전 651년 ~ 기원전 637년 | 후대 아들 송 성공 왕신 |